# Diane Morganová
Diane Morganová (* 5. října 1975 Bolton) je anglická komička a herečka, známá především jako fiktivní reportérka Philomena Cunk.

## Život
Pochází z Boltonu a poprvé se v televizi objevila ve vedlejší roli v sitcomu Phoenix Nights Petera Kaye, který byl vysílán v letech 2001–2002 a v Boltonu se odehrává. Po několika letech v různých, s herectvím nesouvisejících, zaměstnáních začala se stand-upem. Mezi roky 2010–2012 tvořila s komikem Joem Wilkinsonem skeče. Mezi lety 2010–2016 se objevovala spíše ve vedlejších rolích. Žije v Londýně s přítelem Benem Caudellem, který je televizní producent.

## Tvorba
Její nejznámější rolí je natvrdlá dokumentaristka Philomena Cunk, vystupující v mockumentech v pořadu Weekly Wipe Charlieho Brookera (2013–2015) a v samostatných televizních filmech Cunk on Shakespeare a Cunk on Christmas (2016) a seriálech Cunk on Britain (2018) a Cunk on Earth (2022) na BBC. Klipy z těchto dokumentů se staly na podzim 2022 virálními na platformách YouTube a TikTok. Tuto roli si zopakovala v televizním speciálu o smyslu života Cunk on Life, odvysílaném v prosinci 2024. V sitcomu Motherland hrála jednu z hlavních rolí, Liz a v černé komedii Po životě Rickyho Gervaise vystupovala jako Kath. V sitcomu Mandy, který napsala, hraje v hlavní roli.